# Gilbert de Clare, IV conde de Hertford
Gilbert de Clare, IV conde de Hertford, V conde de Gloucester, I señor de Glamorgan, VII señor de Clare (1180 - 25 de octubre de 1230) fue hijo de Richard de Clare, III conde de Hertford (c. 1153–1217), de quien heredó los títulos y tierras de los Clare. También heredó de su madre, Amice Fitz William, los estados de los Gloucester y los Giffard, entre otros honores. En junio de 1202, se le entregó Harfleur y Montrevillers.

## Biografía
En 1215, Gilbert y su padre fueron dos de los barones que realizaron las garantías de la Carta Magna y defendieron al Delfín de Francia en la primera guerra de los Barones, luchando en Lincoln bajo la bandera de los reneldes. Fue hecho prisionero en 1217 por William Marshal, con cuya hija Isabel se casaría ese mismo año. En 1223, acompañó a su cuñado William Marshal, II conde de Pembroke, en una expedición a Gales. Más tarde, estuvo presente cuando Enrique III confirmó la Carta Magna en 1225. Tres años después, lideró un ejército contra los galeses, capturando a Morgan Gam, quien fue liberada al año siguiente. Luego se unió a una campaña en Bretaña, pero murió en Penrose cuando emprendía su camino de regreso. Su cuerpo fue transportado a través de Plymouth y Cranborne hasta Tewkesbury. Su viuda Isabel se casó más tarde con Ricardo Plantagenet, conde de Cornualles.

## Descendencia
Gilbert de Clare tuvo seis hijos con su esposa Isabel Marshal:
- Agnes de Clare (n. 1218)
- Amice de Clare (1220 - 1287), quien se casó con Baldwin de Redvers, VI conde de Devon.
- Richard de Clare, VI conde de Gloucester (1222 - 1262)
- Isabella de Clare (1226 - 1264), quien se casó con Robert Bruce. Abuela de Roberto I de Escocia.
- William de Clare (1228 - 1258)
- Gilbert de Clare (n. 1229)